# Lucien X. Polastron
Lucien X. Polastron, né en 1944, est un écrivain français et issu d'une famille originaire de la Gascogne. 

## Biographie
Après des études de lettres classiques, il devient journaliste en 1964. Rédacteur en chef de "Maisons d'hier et d'aujourd'hui" jusqu'en 1970, il collabore à plusieurs magazines d'architecture, puis tente de fonder "Midi mensuel", un périodique touristique et culturel à coloration environnementaliste. Grand reporter à partir de 1976, il publie ses enquêtes dans "Libération", "Actuel", "Opus international" etc., et fait partie de l'équipe du "Panorama" de France Culture. Sinisant et arabisant, il est spécialisé dans l'histoire des arts de l'écriture, du livre et des bibliothèques. 